# Innovación incremental

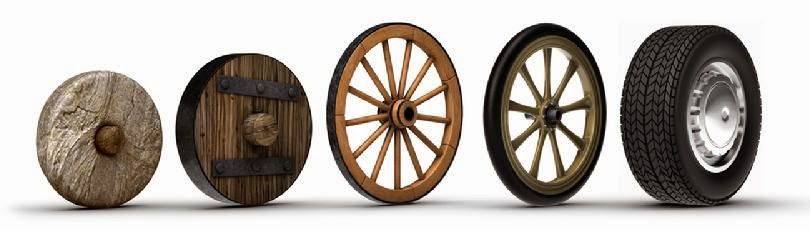
Innovación incremental

Se considera innovación incremental a la acción de crear un valor adicional sobre un producto que ya existe a través de la adición de mejoras a raíz de una base conceptual. Es realizada principalmente por empresas productoras de productos y servicios y gobiernos en sus diferentes propuestas.
La innovación incremental está muy relacionada con la innovación y la tecnología, ya que a se realiza y depende de estos dos factores. Con el pasar de los años se ha visto un gran aumento en los tipos de tecnologías y esto lleva a la decisión de innovar por parte de las empresas, personas, o gobiernos para así no quedar obsoletos frente al mundo en constante cambio. 
A partir de aquí se realizan una serie de procesos creativos enfocados a conseguir unos fines determinados. Se utilizan diferentes técnicas creativas (tormenta de ideas, sinéctica, palabras al azar, mapa mental, etc.) que componen un gran abanico para hallar soluciones innovativas. No obstante, la creatividad está determinada por un tiempo y un espacio. Un ejemplo de innovación incremental es la incorporación de cámaras de fotos a los móviles.

## Innovación incremental y la tecnología
La tecnología juega un papel muy importante en la innovación incremental, ya que es una gran forma o fuente para agregarle valor a productos o servicios existentes. A través de esta se implementan diferentes atributos tecnológicos a los productos, los cuales aumentan el valor y la valoración por parte de sus usuarios.

## Innovación incremental frente a innovación disruptiva
La innovación disruptiva se refiere a un cambio o introducción de un nuevo producto o servicio que no se conocí
a antes. En relación con la innovación incremental y a la tecnología, la investigación disruptiva necesita una fuerte inversión y mayor tiempo en investigación y desarrollo (I+D).

## Beneficios y desventajas en empresas
Beneficios
1. La acumulación de conocimiento e inteligencia le permite en una generación cambiar las reglas de juego.
2. Permite obtener beneficios a lo largo del tiempo.
3. Es la base del negocio de consultoría y está en la raíz de la mejora de la calidad de vida de las sociedades avanzadas.
4. Mejora continua de los procesos de producción

Desventajas
1. Poca facilidad para adaptarse a nuevos mercados con la velocidad requerida.
2. Poco riesgo, poca oportunidad de nuevos negocios.

## Ejemplos de innovaciones incrementales

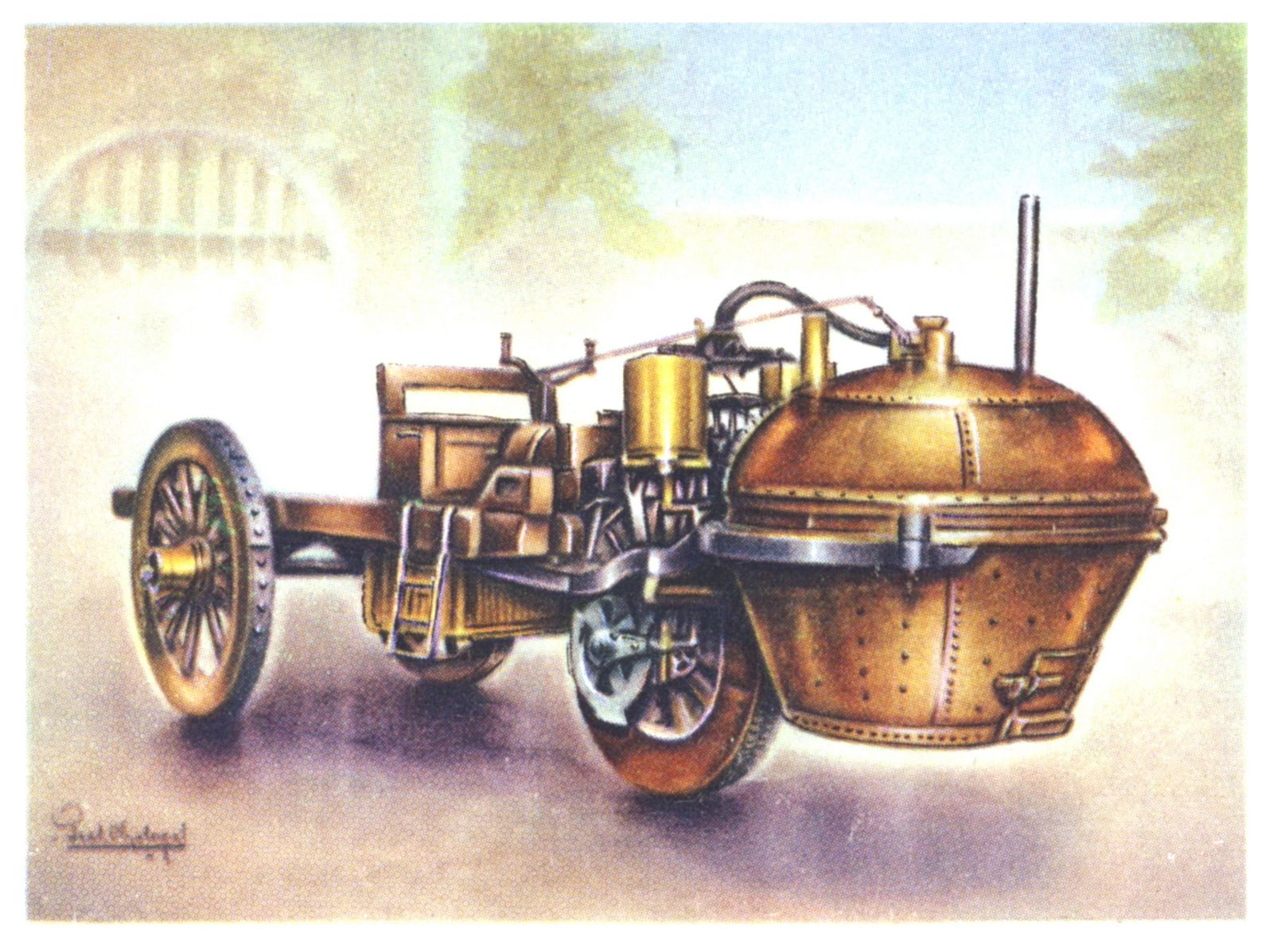
Primeros Automóviles

- Automóviles: hace ya muchos años se fue testigo de la creación de los primeros automóviles con motor los cuales tienen la capacidad de moverse por sus propios medios. A través de los años, y con la mejora de la tecnología, se pueden observar cambios muy grandes en los diseños, eficiencia, o los servicios que ofrecen  tales como la incorporación de GPS, alarma, o radio.
- Teléfonos: con la invención de los primeros teléfonos se logró conectar a las personas de manera más sencilla y cómoda. Sin embargo, con el pasar de los años, y al igual que en todas las innovaciones incrementales, la evolución de la tecnología ha permitido que se incorporen nuevas tecnologías a los teléfonos como opciones de grabación de voz, pantallas, teclados en pantalla, o teléfonos inalámbricos.

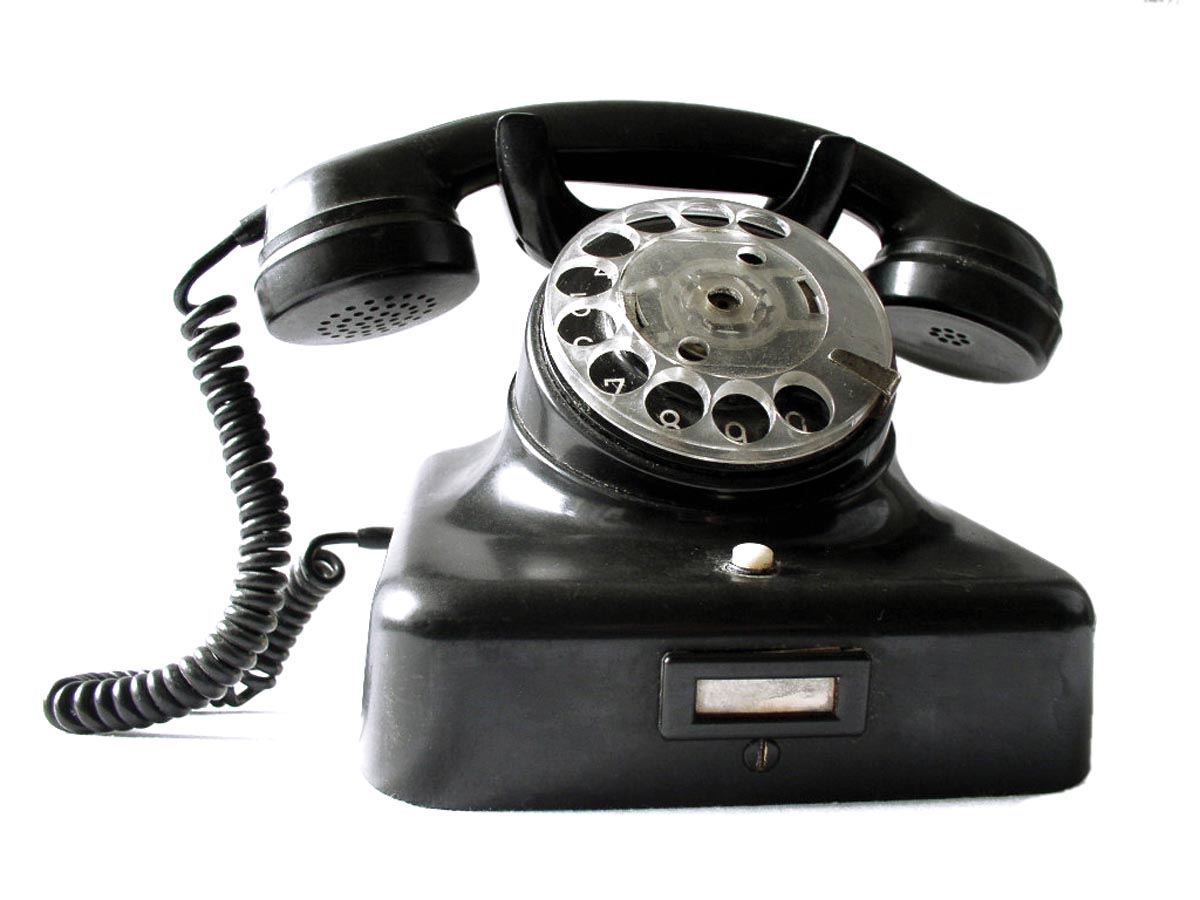
Teléfono Antiguo

- Impresoras: se puede observar un gran avance desde las primeras impresoras hasta las actuales, las cuales ya no solo funcionan como impresoras sino que tienen incorporadas muchas otras funciones. Todo esto ha sido posible con el avanzar de la tecnología, la cual permitió incorporar funciones tales como la de fotocopiadora, escáner, reloj digital o pantalla táctil.

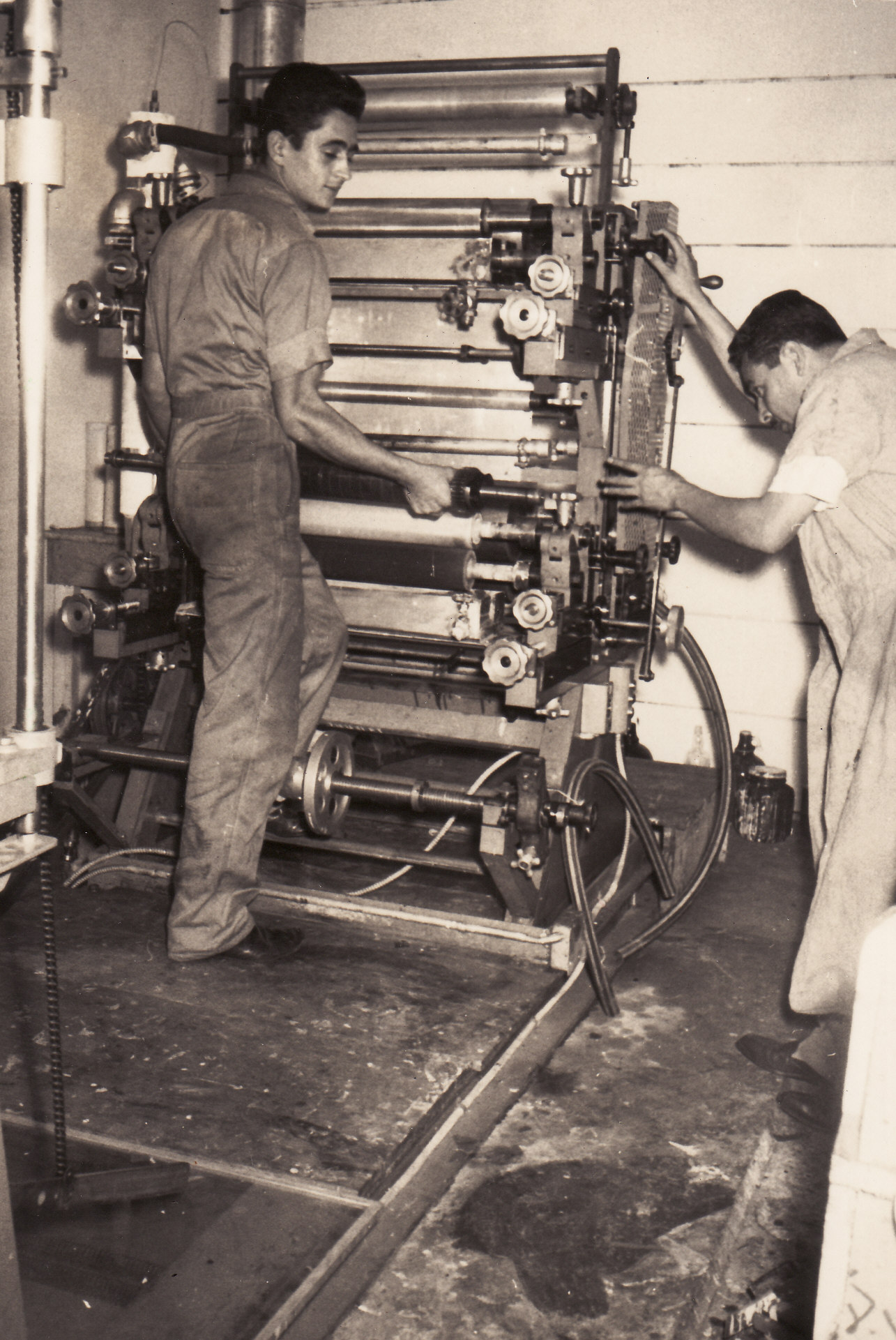
Primera Impresora

- Radios: las radios son otros objetos que han cambiado mucho con el pasar de los años y con la mejora de las tecnologías. Incorporaciones tales como tecnologías de lectura de CD, incorporación de sistemas auxiliares, Bluetooth o pantalla táctil son ejemplos de innovaciones incrementales. Radio

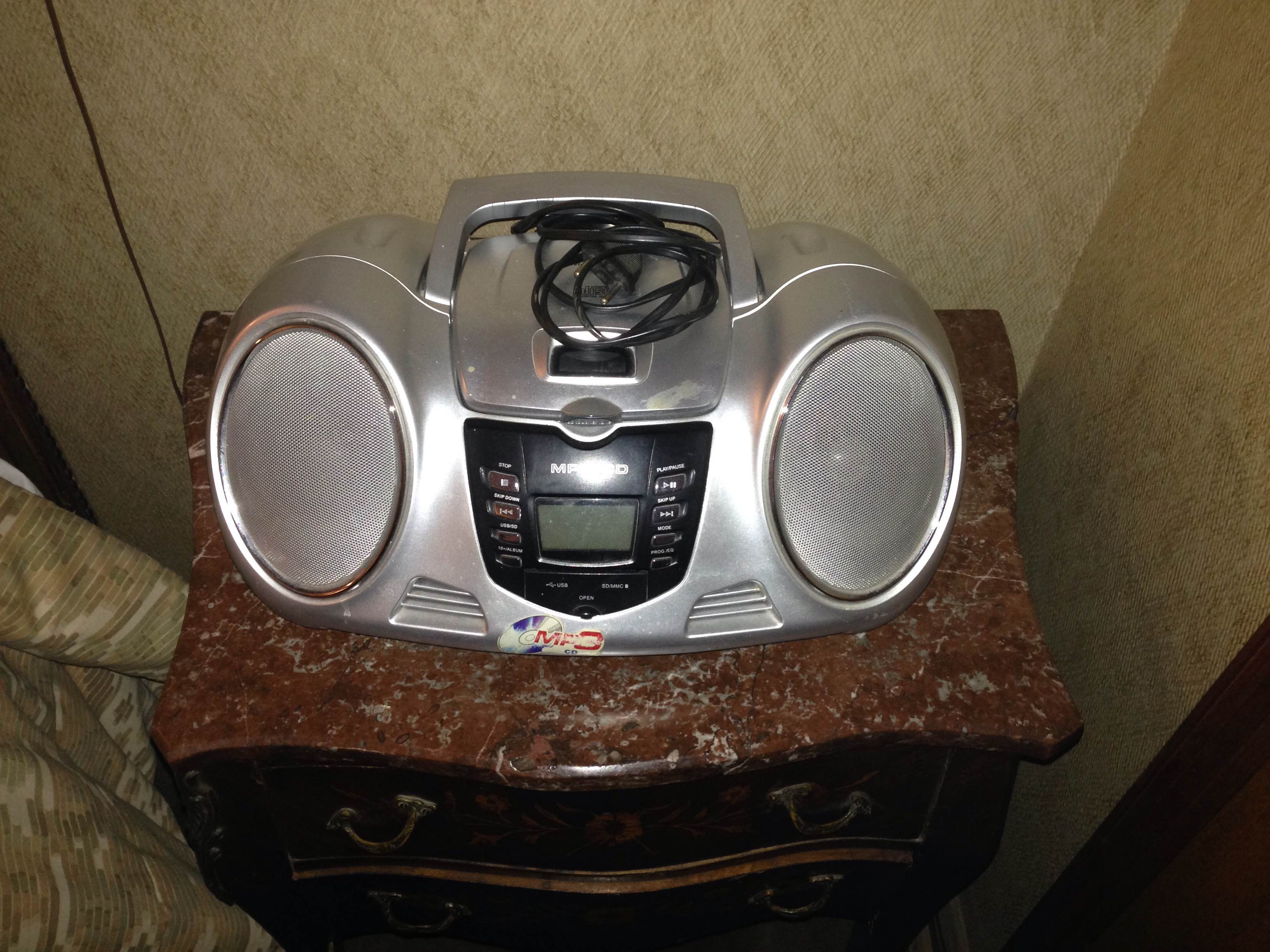
Radio